# Nowa Piasecznica
Nowa Piasecznica – wieś w Polsce położona w województwie mazowieckim, w powiecie sochaczewskim, w gminie Teresin. Ma status sołectwa.
W latach 1975–1998 miejscowość administracyjnie należała do województwa skierniewickiego.
W miejscowości znajduje się przystanek osobowy Piasecznica będący częścią międzynarodowej trasy kolejowej E20, na odcinku Sochaczew – Warszawa. Zatrzymują się tutaj pociągi osobowe relacji Warszawa Wschodnia – Łowicz Główny przez Sochaczew.
Zobacz też: Stara Piasecznica